# Valmont (film)
Pour les articles homonymes, voir Valmont.
Pour plus de détails, voir Fiche technique et Distribution.
Valmont est un film franco-britannico-américain réalisé par Miloš Forman sorti sur grand écran le 6 décembre 1989.
Lors de la 15e cérémonie des César du cinéma en 1990, le film reçoit le César des meilleurs décors (Pierre Guffroy), le César des meilleurs costumes (Theodor Pištěk), ainsi qu'une nomination pour le César du meilleur réalisateur.

## Synopsis
Ce film est adapté librement, notamment en ce qui concerne le dénouement, des Liaisons dangereuses de Pierre Choderlos de Laclos. Il est moins fidèle au roman que l’adaptation de 1988 de Stephen Frears.

## Fiche technique
- Réalisation : Miloš Forman, assisté de Philippe Bérenger et Thomas Vincent
- Scénario : Jean-Claude Carrière, Miloš Forman adapté du roman Les Liaisons dangereuses de Choderlos de Laclos.
- Production : Burrill Productions et Renn Productions
- Producteurs : Michael Hausman, Paul Rassam et Claude Berri
- Musique originale : Christopher Palmer (en). Musiques additionnelles : André Grétry, François-André Danican Philidor, Joseph Haydn (le Menuet du Quatuor en fa majeur, opus 50, No 5), Mozart (Divertimento pour ensemble à vent, en si mineur, K 240), François Couperin, Stabat Mater, Marc-Antoine Charpentier (Te Deum), une bourrée berrichonne (Ton ruban bleu)
- Photographie : Miroslav Ondříček
- Montage : Nena Danevic (en) et Alan Heim
- Décors : Pierre Guffroy
- Costumes : Paule Mangenot, Theodor Pištěk, Carine Sarfati
- Bagarres réglées par Claude Carliez et son équipe
- Pays :  Royaume-Uni,  France et  États-Unis
- Langue : anglais
- Format : Couleurs
- Son : Dolby
- Durée : 137 minutes
- Genre : drame
- Budget : 33 000 000$
- Box-office : 1 200 000$
- Date de sortie : 1989

## Distribution
- Colin Firth (VF : Edgar Givry) : le vicomte de Valmont
- Annette Bening (VF : Evelyne Séléna) : la marquise de Merteuil
- Meg Tilly (VF : Frédérique Tirmont) : Mme de Tourvel
- Fairuza Balk (VF : Isabelle Ganz)[1]  : Cécile de Volanges
- Siân Phillips (VF : Jacqueline Porel) : Mme de Volanges
- Jeffrey Jones (VF : Roland Ménard) : Gercourt
- Henry Thomas (VF : Thierry Bourdon) : le chevalier Danceny
- Fabia Drake (en) (VF : Gisèle Casadesus) : Mme de Rosemonde
- T.P. McKenna (VF : William Sabatier) : le baron
- Isla Blair (VF : Béatrice Delfe) : la baronne
- Ian McNeice (VF : Georges Berthomieu) : Azolan
- Aleta Mitchell (en) : Victoire
- Ronald Lacey : José
- Vincent Schiavelli : Jean
- Sandrine Dumas : Martine
- Nils Tavernier : le 2e chevalier de l'ordre de Malte
- Sébastien Floche : le prêtre
- Anthony Carrick : Tourvel
- Murray Gronwall : un vendeur au marché
- Alain Frérot, Daniel Laloux et Christian Bouillette : les ivrognes